# Prélude à l'Après-midi d'un faune (film)
Pour les articles homonymes, voir L'Après-midi d'un faune (homonymie).
Pour plus de détails, voir Fiche technique et Distribution.
Prélude à l'Après-midi d'un faune est un court métrage d'animation italien réalisé par Roberto Rossellini et sorti en 1938.
Inspiré par le poème symphonique homonyme de Claude Debussy, le film est finalement interdit par la censure pour impudicité. Il est désormais considéré perdu.

## Fiche technique
- Titre original : Prélude à l'Après-midi d'un faune[2]
- Réalisation : Roberto Rossellini
- Scénario : Roberto Rossellini
- Société de production : Scalera Film
- Pays de production :  Italie
- Langue originale : italien
- Format : Noir et blanc - 1,37:1 - Son mono - 35 mm
- Genre : Film d'animation
- Dates de sortie :
  - Royaume d'Italie : 1938